# Benaroya Hall
Benaroya Hall es la sala de conciertos de Seattle, Washington, sede de la Seattle Symphony. 

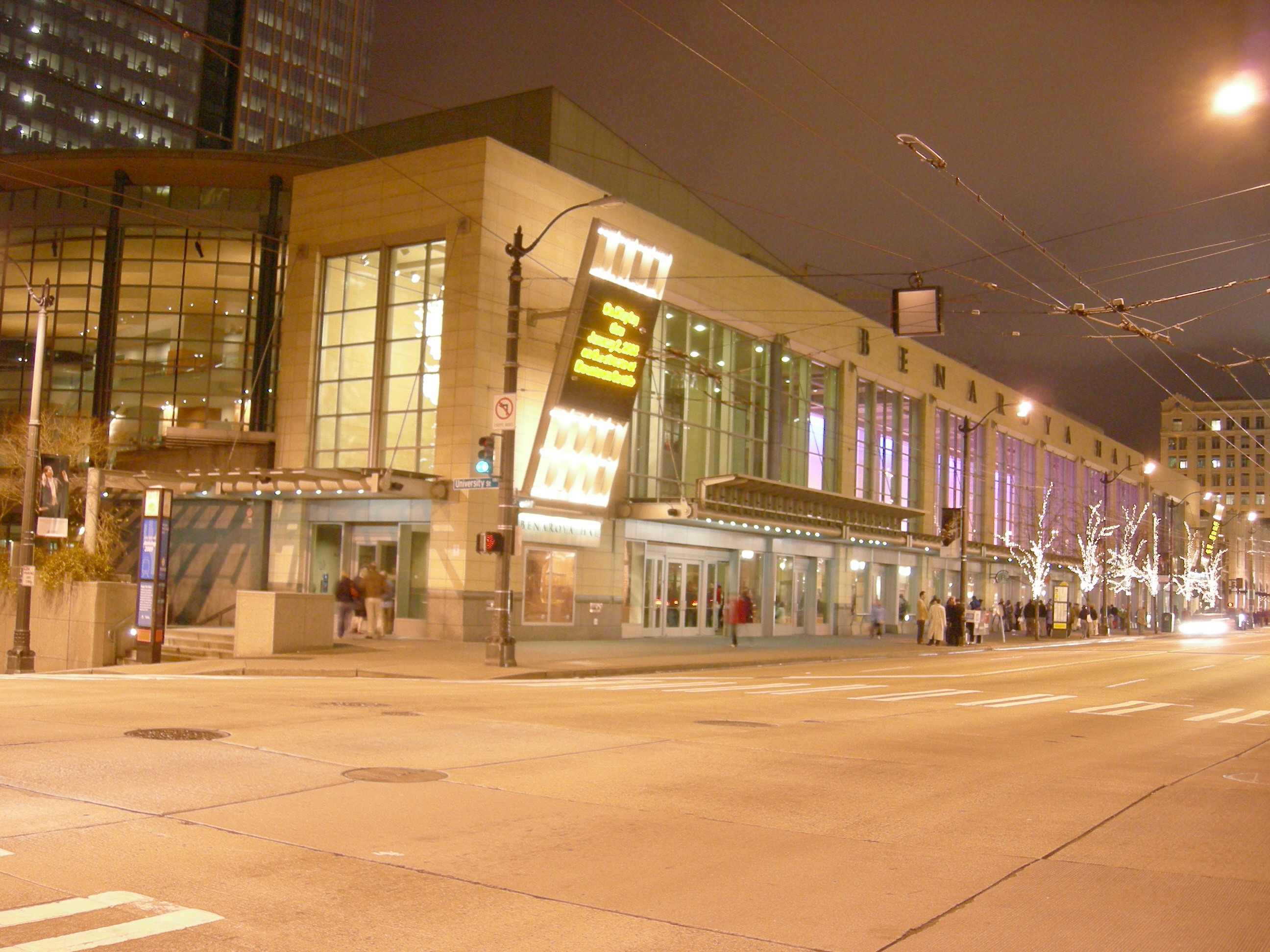

El complejo alberga dos auditorios, el S. Mark Taper Foundation para 2500 personas y el  Nordstrom Recital Hall para 540. 
Se inauguró en septiembre de 1998 con un costo de 120 millones de dólares, ocupando una manzana entera en pleno centro de la ciudad.
El vestíbulo tiene gigantescas obras en vidrio del artista local Dale Chihuly.
Debe su nombre a la donación del filántropo Jack Benaroya, uno de los principales donantes para la construcción del edificio.
Por debajo del teatro pasa el ferrocarril BNSF; el hall permanece acusticamente aislado porque se asienta sobre anillos de goma, de probada eficiencia antisísmica durante el terremoto de 2005.

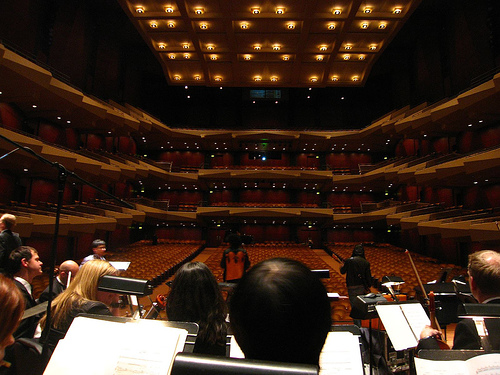